# Delingha

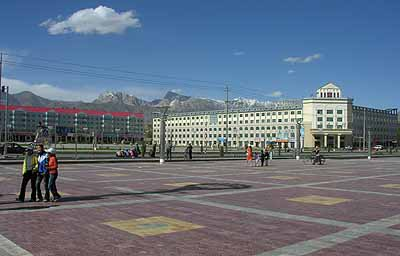
Une vue de Delingha.

Delingha (chinois : 德令哈 ; pinyin : Délìnghā) est une ville de la province du Qinghai en Chine. C'est une ville-district, chef-lieu de la préfecture autonome mongole et tibétaine de Haixi.

## Démographie
La population du district était de 56 501 habitants en 1999.

## Bases de missiles nucléaires
Des bases de missiles nucléaires stratégiques DF-4 seraient installées depuis les années 1980 près de Delingha,,,